# Köklax glasbruk
Köklax glasbruk (finska: Kauklahden lasitehdas), var ett finländskt glasbruk i Köklax.
Köklax glasbruk grundades 1924 av Claës Norstedt, tidigare chef för Iittala glasbruk. Det köptes 1927 av Riihimäki glasbruk, och lades ned 1952.
Det hade som mest omkring 160 anställda.
Glasbruket tillverkade servisdelar som dricksglas, tallrikar, gräddsnipor och sockerskålar, vaser samt belysningsglas, bland annat munblåsta kupor av opalglas.
Bland glasbrukets formgivare fanns Helena Tynell, Kyllikki Salmenhaara och Theodor Käppi.
Glasbruket låg i ett tidigare tegelbruk. Lokalerna används idag av återvinningsföretaget Kuusakoski OY.